# پوئنته نوئوو
پوئنته نئوو (تلفظ اسپانیایی: [ˈpwente ˈnweβo] "پل جدید") جدیدترین و بزرگترین پل از سه پلی است که از روی رودخانه گوادلوین (اسپانیایی: Guadalevín) عبور کرده و شهر روندا در جنوب اسپانیا را به دو نیم تقسیم می‌کند. معمار این پل ژوزه مارتین دآلدخوئلا (اسپانیایی: José Martin de Aldehuela) بود که در سال ۱۸۰۲ در مالاگا از دنیا رفت. مهندس ارشد ساخت پل ژوان آنتونیو دیاز (اسپانیایی: Juan Antonio Diaz) نام داشت.
ساخت جدیدترین پل (که تا امروز پابرجاست) در سال ۱۷۵۹ آغاز شد و ۳۴ سال به طول انجامید. در طاق مرکزی پل یک تالار وجود دارد که کاربردهای متفاوتی داشته‌است، به عنوان مثال زمانی از آن به عنوان زندان استفاده می‌شده‌است. طی جنگ‌های داخلی خلال سالهای ۱۹۳۶ تا ۱۹۳۹ هر دو طرف درگیر از تالار برای شکنجه زندانیان، اعدام زندانیان با پرتاب آنان از پنجره و … استفاده می‌کرده‌اند. تالار از طریق یک ساختمان مربعی که زمانی ساختمان نگهبانی بوده‌است قابل دسترس است. این تالار هم‌اکنون دربرگیرنده یک نمایشگاه از تاریخ پل و ساخت آن است.

ساخت پل در سال ۱۷۳۵ آغاز شد که اولین تلاش براس پوشش دهانه تنگه در این ارتفاع بود و توسط ژوزه گارسیا (اسپانیایی: Jose Garcia) و ژوان کاماچو (اسپانیایی: Juan Camacho) که معمارانش بودند تکمیل شد. متأسفانه این پل به سرعت ساخته شده بود و سازه ضعیفی داشت و در سال ۱۷۴۱ به‌طور کامل فرو ریخت که منجر به مرگ ۵۰ تن شد.

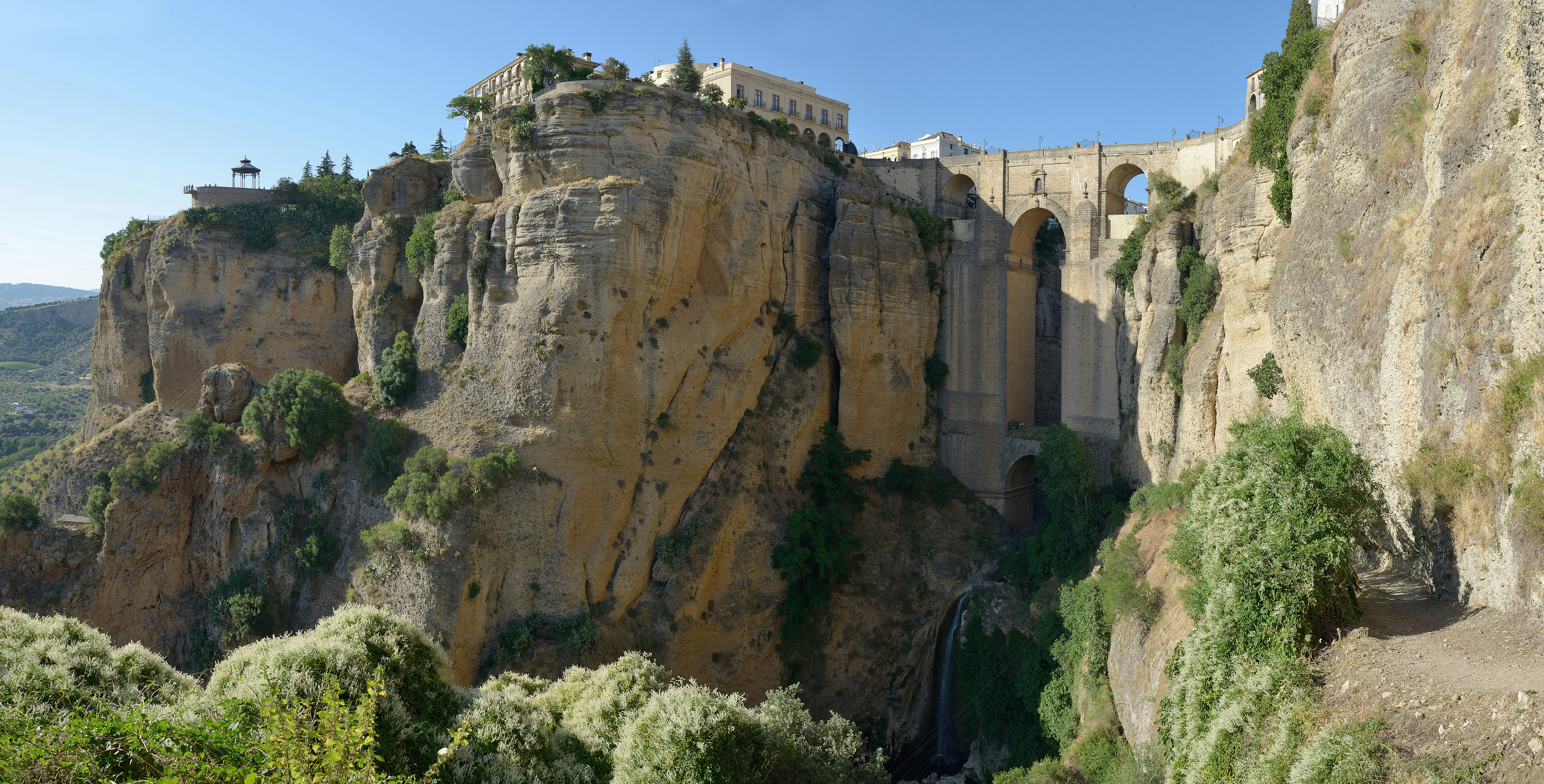
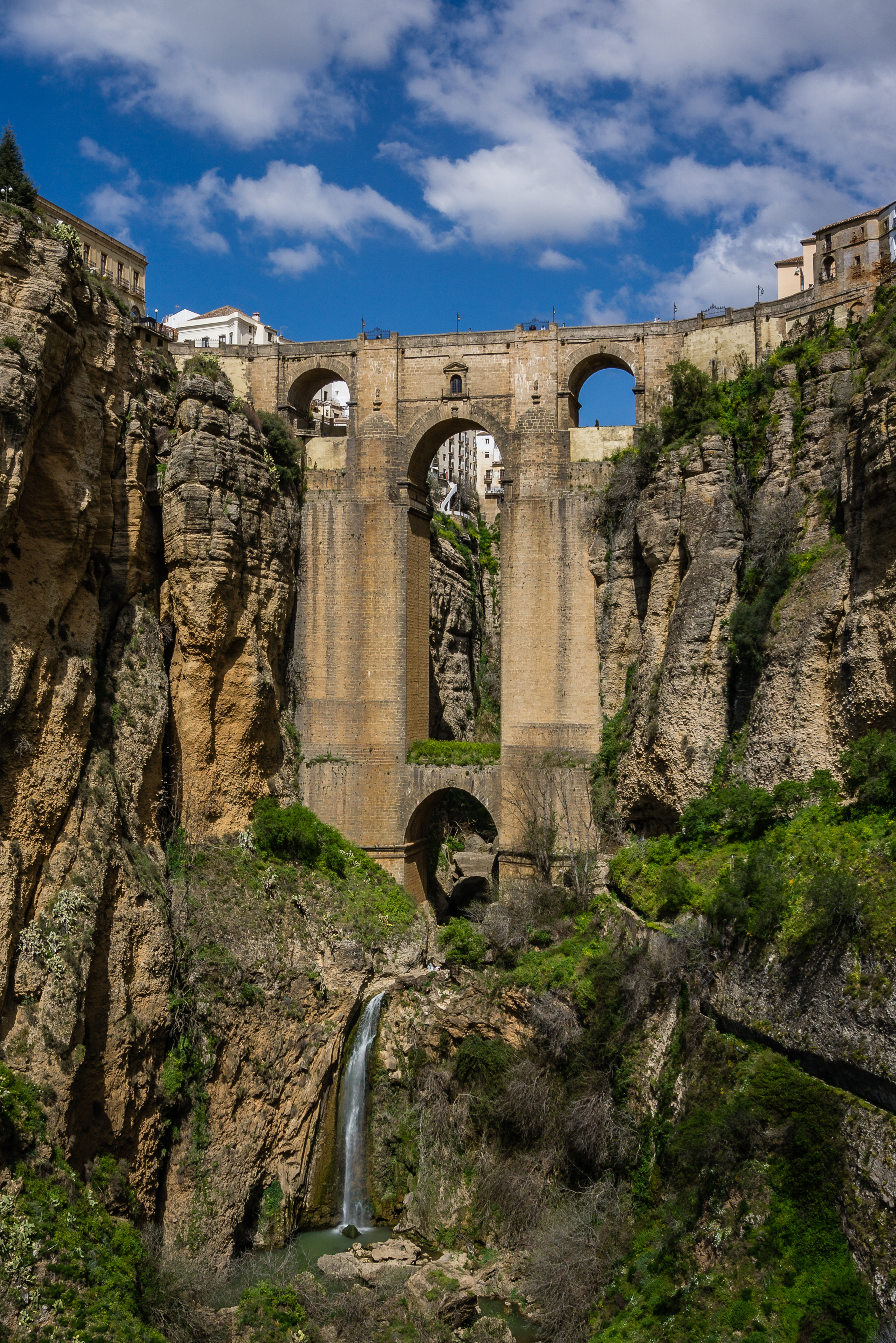
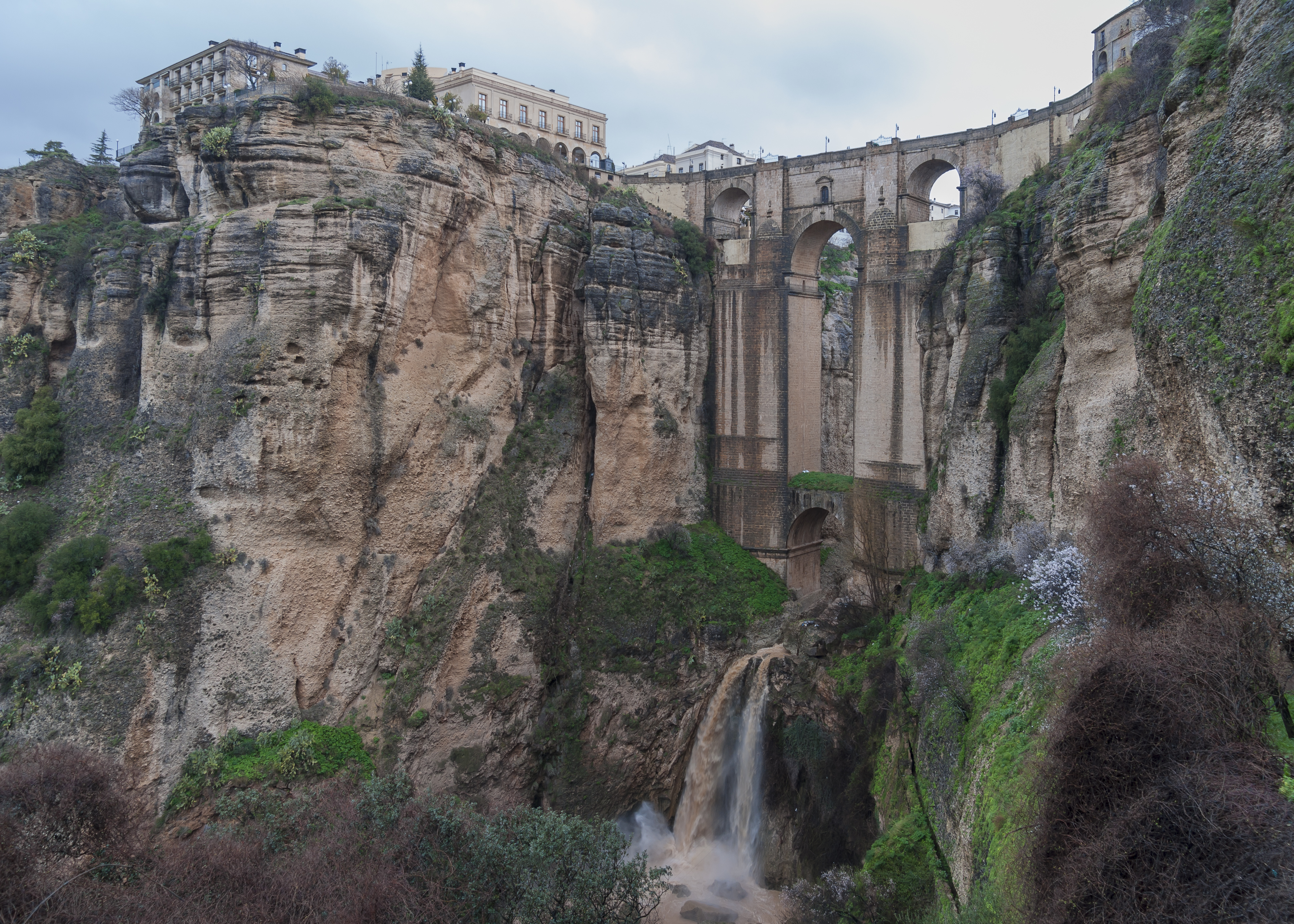
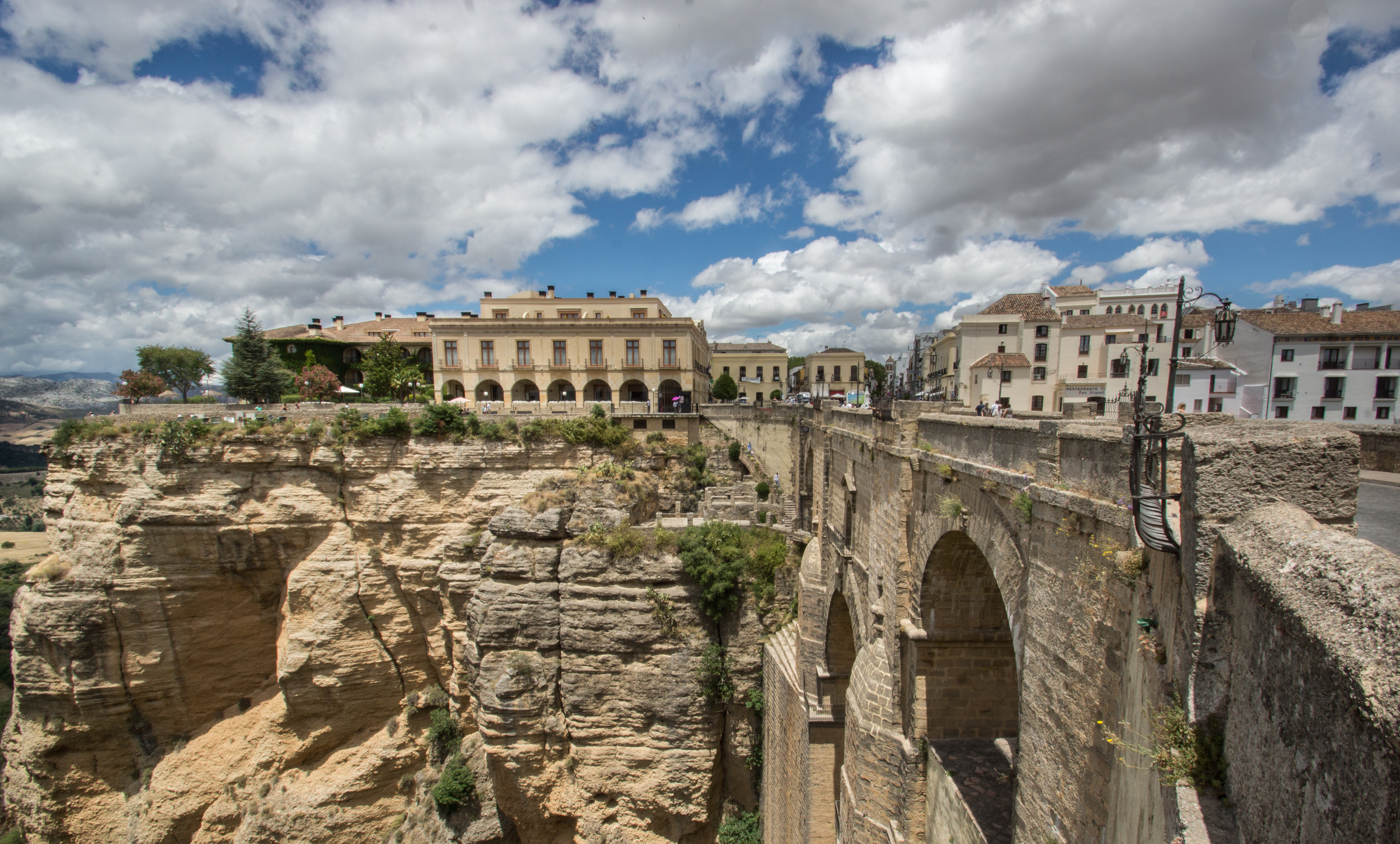